# Wiktor Łosiew
Wiktor Wasiljewicz Łosiew, ros. Виктор Васильевич Лосев (ur. 25 stycznia 1959 w Muromie, w obwodzie włodzimierskim, Rosyjska FSRR) – rosyjski piłkarz, grający na pozycji obrońcy, reprezentant ZSRR, trener piłkarski.

## Kariera piłkarska

### Kariera klubowa
Wychowanek klubu Łokomotiw Murom. Pierwszy trener Jurij Ładygin. W 1976 rozpoczął karierę piłkarską w miejscowej drużynie Torpedo Włodzimierz, skąd w 1979 przeszedł do Torpeda Moskwa. W 1981 odszedł do Fakiełu Woroneż. W 1986 powrócił do Moskwy, gdzie został piłkarzem Dinama Moskwa, w której pełnił funkcje kapitana. W 1992 zakończył karierę piłkarską z powodu uszkodzenia więzadeł kolana.

### Kariera reprezentacyjna
W latach 1987-1988 występował w olimpijskiej reprezentacji ZSRR, w której pełnił funkcje kapitana. Grał na Igrzyskach Olimpijskich 1988 w Seulu, gdzie zdobył złoty medal.
29 sierpnia 1987 debiutował w reprezentacji ZSRR w towarzyskim meczu z Jugosławią (1:0). Łącznie rozegrał 3 mecze.

## Kariera trenerska
Po zakończeniu kariery piłkarskiej rozpoczął pracę trenerską. Pomagał trenować kluby Tiechinwiest-M Moskowskij, Fakieł Woroneż, FK Sierpuchow i FK Chimki. Od 2003 pomagał trenować juniorską reprezentację Rosji, a od 2005 młodzieżową reprezentację Rosji.

## Sukcesy i odznaczenia

### Sukcesy klubowe
- wicemistrz ZSRR: 1986
- brązowy medalista Mistrzostw ZSRR: 1990
- brązowy medalista Mistrzostw Rosji: 1992

### Sukcesy reprezentacyjne
- złoty medalista Igrzysk Olimpijskich: 1988
- mistrz Europy U-21: 1980

### Sukcesy indywidualne
- wybrany do listy 33 najlepszych piłkarzy ZSRR: Nr 2 (1987, 1988), Nr 3 (1986)

### Odznaczenia
- tytuł Mistrza Sportu ZSRR: 1984
- tytuł Zasłużonego Mistrza Sportu ZSRR: 1989
- Order Honoru: 1989